# Lijst van burgemeesters van Maasgouw
Dit is een lijst van burgemeesters van de Nederlandse gemeente Maasgouw in de provincie Limburg die in 2007 bij een gemeentelijke herindeling ontstond.
| Ambtsperiode | Naam burgemeester | Partij of stroming | Bijzonderheden                 |
| ------------ | ----------------- | ------------------ | ------------------------------ |
| 2007 - 2009  | Frans Wilms       | CDA                | tot mei 2007 waarnemend        |
| 2009 - 2010  | Ger Kockelkorn    | PvdA               | waarnemend                     |
| 2010 - 2023  | Stef Strous       | PvdA               | vanaf februari 2022 waarnemend |
| 2023 - heden | Dion Schneider    | VVD                |                                |